# Winterswijk

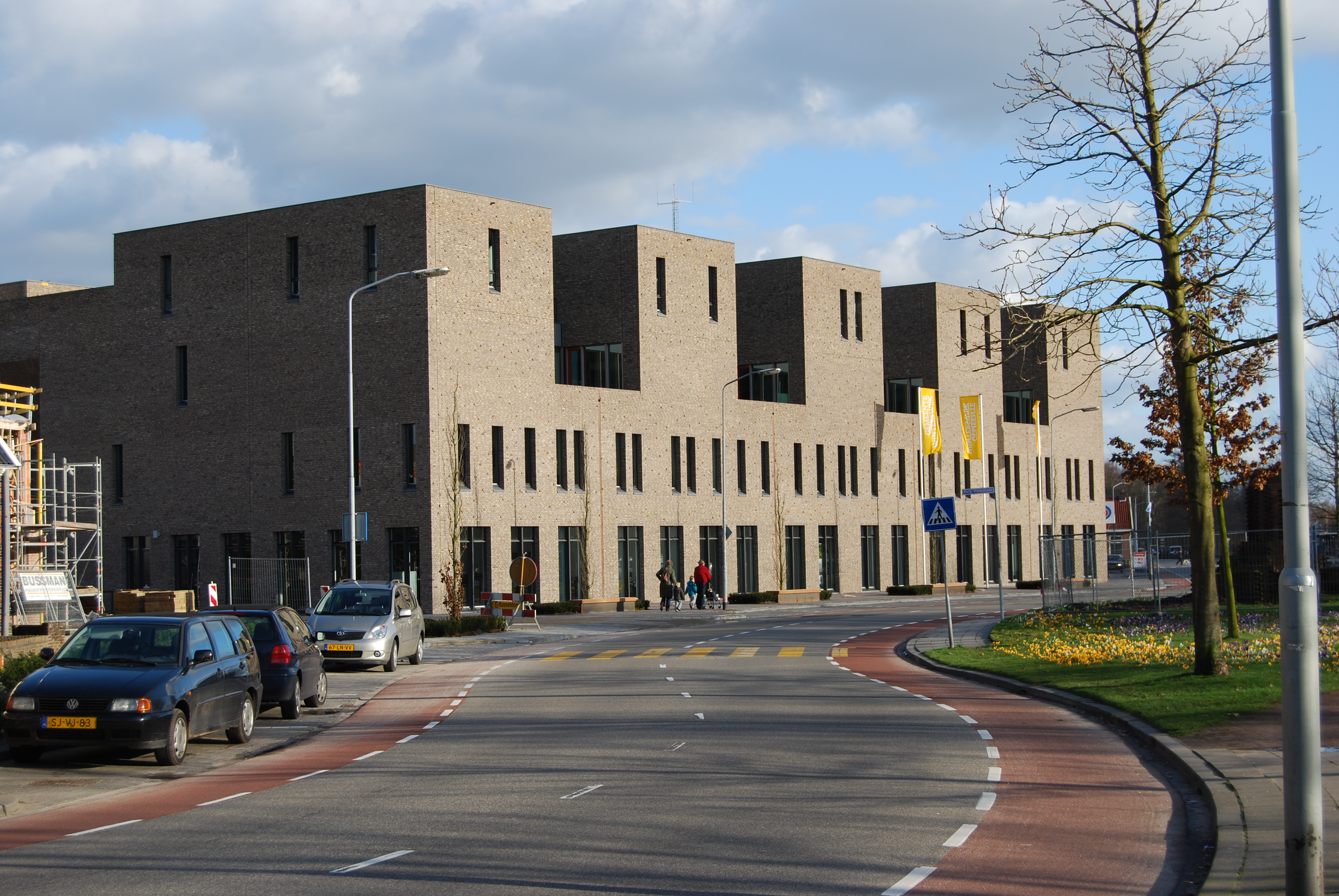
Stadshuset i Winterswijk.

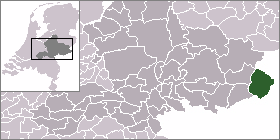
Winterswijks läge

Winterswijk är en kommun i provinsen Gelderland i Nederländerna. Kommunens totala area är 138,80 km² (där 0,55 km² är vatten) och invånarantalet är 29 294 (2005).

## Småorter i kommunen
- Kotten (by)